# Essertines-sur-Yverdon
Essertines-sur-Yverdon ist eine politische Gemeinde im Distrikt Gros-de-Vaud des Kantons Waadt in der Schweiz.

## Geographie
Essertines-sur-Yverdon liegt auf 600 m ü. M., 22 km nördlich der Kantonshauptstadt Lausanne (Luftlinie). Das Haufendorf erstreckt sich auf einer Geländeterrasse am östlichen Talhang des Buron, im nördlichen Gros de Vaud, im Waadtländer Mittelland.
Die Fläche des 9,8 km² grossen Gemeindegebiets umfasst einen Abschnitt des Waadtländer Mittellandes. Der Gemeindeboden umfasst in seinem Hauptteil den sanft abfallenden und in mehrere Terrassen untergliederten Westhang des breiten Höhenrückens des Grand Bois d'Essertines zwischen den Tälern des Buron im Westen und der Mentue im Osten. Der höchste Punkt von Essertines-sur-Yverdon wird mit 695 m ü. M. in diesem ausgedehnten Waldgebiet erreicht. Im Westen bildet der stark gewundene Lauf des Buron, der in den Molasseschichten ein Tal geschaffen hat, die natürliche Grenze. Im äussersten Südwesten liegt ein kleiner Teil des Gemeindegebiets westlich des Buron und reicht bis an den Waldrand des Bois de Suchy (bis 598 m ü. M.). Von der Gemeindefläche entfielen 1997 6 % auf Siedlungen, 26 % auf Wald und Gehölze und 68 % auf Landwirtschaft.
Zu Essertines-sur-Yverdon gehören die Weiler Epautheyres (518 m ü. M.) nördlich des Dorfes, Nonfoux (671 m ü. M.) am Westrand des Grand Bois d'Essertines oberhalb des Dorfes, La Robellaz (582 m ü. M.) am westlichen Talhang des Buron sowie einige Einzelhöfe. Die Nachbargemeinden von Essertines-sur-Yverdon sind im Südwesten Pailly, im Süden Vuarrens, im Südosten Chavornay, im Osten Suchy, im Nordosten Belmont-sur-Yverdon, im Nordnordwesten Yverdon-les-Bains, im Nordnordosten Valeyres-sous-Ursins, im Nordosten Ursins und im Osten Orzens.

## Bevölkerung
Mit 1104 Einwohnern (Stand 31. Dezember 2023) gehört Essertines-sur-Yverdon zu den kleineren Gemeinden des Kantons Waadt. Von den Bewohnern sind 94,4 % französischsprachig, 4,1 % deutschsprachig und 0,5 % englischsprachig (Stand 2000). Die Bevölkerungszahl von Essertines-sur-Yverdon belief sich 1850 auf 648 Einwohner, 1900 auf 672 Einwohner. Nachdem die Bevölkerung bis 1970 auf 451 Personen abgenommen hatte, wurde wieder eine deutliche Bevölkerungszunahme beobachtet.

## Wirtschaft
Essertines-sur-Yverdon war bis in die zweite Hälfte des 20. Jahrhunderts ein vorwiegend durch die Landwirtschaft geprägtes Dorf. Noch heute haben der Ackerbau, der Obstbau und die Viehzucht eine wichtige Bedeutung in der Erwerbsstruktur der Bevölkerung. Weitere Arbeitsplätze bieten mehrere kleinere und mittlere Unternehmen sowie der Dienstleistungssektor an. Heute gibt es in Essertines-sur-Yverdon Betriebe des Transportwesens, der Informationstechnologie und eine Druckerei. In den letzten Jahrzehnten hat sich das Dorf dank seiner attraktiven Lage zu einer Wohngemeinde entwickelt. Viele Erwerbstätige sind deshalb Wegpendler, die hauptsächlich im Raum Yverdon arbeiten.

## Verkehr
Die Gemeinde ist verkehrstechnisch gut erschlossen. Sie liegt an der Hauptstrasse 5 von Lausanne via Echallens nach Yverdon-les-Bains. Die Autobahnanschlüsse Chavornay und Yverdon-Sud an der 1981 eröffneten A1 (Lausanne-Yverdon) sind jeweils rund 5 km vom Ortskern entfernt. Durch einen Postautokurs, der von Yverdon nach Echallens verkehrt, ist Essertines-sur-Yverdon an das Netz des öffentlichen Verkehrs angebunden.

## Geschichte
Das Gemeindegebiet von Essertines-sur-Yverdon war schon früh besiedelt, was durch Funde von Überresten aus der Frühgeschichte und einer Siedlung aus der Römerzeit bestätigt wurde. Auch aus dem Frühmittelalter sind Gräberfelder vorhanden. Die erste urkundliche Erwähnung des Ortes erfolgte 1180 bereits unter dem heutigen Namen Essertines. Der Ortsname ist auf exsartum, das Partizip Perfekt des spätlateinischen Wortes exsarire (roden, urbar machen), zurückzuführen.
Seit dem Mittelalter gehörte Essertines-sur-Yverdon dem Domkapitel von Lausanne. Mit der Eroberung der Waadt durch Bern im Jahr 1536 kam das Dorf unter die Verwaltung der Vogtei Yverdon. Es wurde in der Berner Zeit zu einer Kastlanei erhoben, der auch das Dorf Ogens unterstand. Nach dem Zusammenbruch des Ancien Régime gehörte Essertines-sur-Yverdon von 1798 bis 1803 während der Helvetik zum Kanton Léman, der anschliessend mit der Inkraftsetzung der Mediationsverfassung im Kanton Waadt aufging. 1798 wurde es zunächst dem Bezirk Yverdon zugeteilt, 1803 kam es an den Bezirk Echallens.

## Sehenswürdigkeiten
Die reformierte Pfarrkirche Saint-André am Nordrand des Dorfes wurde 1702 innerhalb der Mauern des ehemaligen, heute verschwundenen Schlosses erbaut. Ein Turm des früheren Schlosses wurde zum heutigen Glockenturm der Kirche umgewandelt. Von 1869 stammt das Schulhaus. Im alten Ortskern sind beidseits der Dorfstrasse noch zahlreiche charakteristische Bauernhäuser aus dem 17. bis 19. Jahrhundert erhalten.